# Rivière Sheldrake (vattendrag i Kanada, lat 56,63, long -76,55)
Rivière Sheldrake är ett vattendrag i Kanada.   Det ligger i provinsen Québec, i den östra delen av landet, 1 200 km norr om huvudstaden Ottawa.
Omgivningarna runt Rivière Sheldrake är i huvudsak ett öppet busklandskap. Trakten runt Rivière Sheldrake är nära nog obefolkad, med mindre än två invånare per kvadratkilometer.